# Baccharis arbutifolia
Baccharis arbutifolia es una especie de planta perenne perteneciente a la familia de las asteráceas que se encuentra en Ecuador y sudeste de los Estados Unidos.

## Hábitat
Su hábitat natural esta en los bosques húmedos subtropicales o tropicales y en los bosques montanos y tropicales o subtropicales a gran altitud, en forma de matorral. Está amenazada por pérdida de hábitat.

## Descripción
Es un arbusto endémico de Ecuador, donde es común en los Andes del norte y centro. Conocido en más de 40 subpoblaciones, la mayoría de ellas en las áreas protegidas de la Cayambe-El Coca, Llanganates, Sangay, Cotacachi-Cayapas y Antisana. Aunque la especie está ampliamente distribuida en el interior de la red de áreas protegidas de Ecuador, las poblaciones se ven amenazadas por la deforestación y los incendios causados por los seres humanos.

## Taxonomía
Baccharis arbutifolia fue descrita por (Lam.) Vahl y publicado en Symbolae Botanicae, . . . 3:. 1794.
Etimología
Baccharis: nombre genérico que proviene del griego Bakkaris dado en honor de Baco, dios del vino, para una planta con una raíz fragante y reciclado por Linnaeus.
arbutifolia: epíteto latino que significa "con las hojas de Arbutus".
Sinonimia
- Baccharis arbutifolia (Lam.) Kunth
- Baccharis arbutifolia var. arbutifolia
- Baccharis arbutifolia var. jamesonii Cuatrec.
- Conyza arbutifolia Lam.[6]